# Marín (Venezuela)
Pour les articles homonymes, voir Marín.
Marín est, administrativement, la capitale de la paroisse civile de San Javier de la municipalité de San Felipe dans l'État d'Yaracuy au Venezuela. Géographiquement, elle est toutefois intégralement située dans la paroisse civile voisine d'Albarico.